# Список керівників держав 1511 року
Список керівників держав 1511 року — це перелік правителів країн світу 1511 року.
Список керівників держав 1510 року — 1511 рік — Список керівників держав 1512 року — Список керівників держав за роками

## Європа
- Англія
  - Король Англії — Генріх VIII (1509—1547)
- Балканський півострів
  - Герцогство Архіпелагу — Франческо III (1500—1511); Interregnum до 1517
  - Сербський деспотат — титулярний деспот Іваніш Бериславич (1502—1514)
- Балтія
  - Велике князівство Литовське — Сигізмунд I Старий (1506—1548)
  - Дерптське єпископство — Герард Шрофе (1505—1513)
  - Езель-Вікське єпископство — Йоганн III Оргас (1492—1515)
  - Курляндське єпископство — Генріх ІІ Базедов (1501—1523)
  - Лівонський орден — ландмейстер — Вальтер фон Плеттенберг (1494—1535)
  - Ризьке архієпископство — Яспер Лінде (1509—1524)
  - Держава Тевтонського ордену — великий магістр — Альбрехт (1511—1523)
- Білорусь
  - Кобринське князівство — Анна Семенівна (1491—1516)
- Ірландія
  - Айргіалла — Росса мак Магнуса (1497—1513)
  - Десмонд — претенденти Кормак Ладрах Мак Карті (1508—1516) і Тадг на Лемна Мак Карті (1508—1514)
  - Тір Еогайн — Арт мак Аода (1509—1513)
  - Томонд — король Тойрделбах Донн О'Бріан (1498—1528)
- Італія
  - Венеційська республіка — дож Леонардо Лоредан (1501—1521)
  - Графство Гвасталла — Акілле Тореллі (1494—1522)
  - Мантуанське герцогство — маркіз Франческо II Гонзага (1484—1519)
  - Міланське герцогство — Людовик XII (1500—1513)
  - Мірандола (герцогство) (Ducato della Mirandola) — Галеотто II Пико делла Мірандола (1509—1513)
  - Герцогство Масси і Каррари — Альберіко II Маласпіна (1481—1519)
  - Герцогство Модени і Реджо — Альфонсо I д'Есте (1505—1534)
  - Маркграфство Монферрат — Вільгельм IX Палеолог (1493—1518)
  - Неаполітанське королівство — Фердинанд III (1504—1516)
  - Салуццо (маркграфство) — Мікеле Антоніо (1504—1528)
  - Сардинське королівство — Фернандо II (1479—1516)
  - Королівство Сицилія — Фернандо II (1479—1516)
  - Сора (герцогство) — Франческо Марія I делла Ровере (1501—1538)
  - Принц-єпископство Тренто — Джорджіо Нейдек (1505—1514)
  - Урбіно (герцогство) — Франческо Марія I делла Ровере (1508—1516)
  - Феррарська сеньйорія — Альфонсо I д'Есте (1505—1534)
  - Маркграфство Фінале — Карло Доменіко дель Карретто (1499—1514)
- Кавказ
  - Картлі — Давид X (1505—1525)
  - Гурійське князівство — Гіоргі II Гурієлі (1483—1512)
  - Самцхе-Саатабаго — Мзечабук Джакелі (1502—1515)
  - Кахетинське царство — Олександр I (1476—1511); Георгій II (1511—1513)
  - Тюменське ханство (Кавказ) — Муртаза (1495—1514)
- Німеччина
  - Герцогство Австрія — Максиміліан I (1493—1519)
  - Князівство Ангальт — Ангальт-Цербст (князівство) — перерва до 1544; Ангальт-Дессау — Ернст (1474—1516; з братами); Ангальт-Кетен — Магнус і Адольф (1500—1508); Вольфганг (1508—1562)
  - Ансбах (князівство) — Фрідріх I (1486—1515)
  - Баварія (герцогство) — Вільгельм IV (1508—1550) і Людвіг X (1508—1545)
  - Баденське маркграфство — Христоф I (1475—1515)
  - Байройт (князівство) — Фрідріх I (1495—1515)
  - Берг (герцогство) — Вільгельм (1475—1511); Йоганн III (1511—1539)
  - Берхтесгаден (пробство) — Ґреґор Райнер (1508—1522)
  - Маркграфство Бранденбург — курфюрст Йоахім I Нестор (1499—1535)
  - Герцогство Брауншвейг-Люнебург — Генріх ІІІ Середній (1471—1520)
  - Принц-єпископство Бріксен — Крістоф фон Шрофенштейн (1509—1521)
  - Вадуц (графство) — Рудольф V (1507—1535)
  - Вюртемберг (герцогство) — герцог Ульріх (1498—1519)
  - Вюрцбург (принц-єпископство) — Лоренц фон Бібра (1495—1519)
  - Гессен (ландграфство) — Філіпп I (1509—1567)
  - Геттінген (князівство) — Фрідріх III (1471—1520)
  - Принц-єпископство Гільдесгайм — Іоанн IV Саксен-Лауенбурзький (1504—1527)
  - Гольштейн-Піннеберг — Ото III Шаумбурзький (1492—1510)
  - Гоя (графство) (Grafschaft Hoya) — Йобст II (1507—1545)
  - Архієпископ Зальцбургу — Леонхард фон Кейчах (1495—1519)
  - Зіммерн-Цвайбрюккен — пфальцграф Александр (1490—1514)
  - Каммін (єпископство) — Мартін (1498—1521)
  - Герцогство Каринтія — Максиміліан I (1493—1519)
  - Кельнське курфюрство — Філіпп II фон Даун (1508—1515)
  - Кенігсегг (Königsegg) — барон Йоганн IV (1500—1544)
  - Клеве (герцогство) — Йоганн II (1481—1521)
  - Констанц (князівство-єпископство) — Хуго фон Хоенланденберг (1496—1529)
  - Курпфальц — Людвіг V (1508—1544)
  - Ліппе-Детмольд — Бернард VII (1429—1511); Симон V (1511—1536)
  - Любекське князівство-єпископство — Йоганн VIII Грімхольт (1510—1523)
  - Архієпископ Майнца Урієль фон Геммінген (1508—1514)
  - Марк (графство) — Йоганн II (1481—1521)
  - Мекленбург-Шверін — Альбрехт VII Мекленбурзький (з братами; 1507—1547)
  - Нассау-Саарбрюккен — граф Йоганн Людвіг фон Нассау-Саарбрюкен (1472—1545)
  - Графство Ольденбург — Йоганн V (1500—1526)
  - Герцогство Померанія — Богуслав X (1474—1523)
  - Равенсберг (графство) — Вільгельм (1475—1511). Частина герцогства Юліх-Берг.
  - графство Рітберг — Йоганн I (1472—1516)
  - Саксен-Лауенбург — Магнус I (1507—1547)
  - граф Тиролю — Максиміліан I (1490—1519)
  - Фельденц (графство) — Александр (1489—1514)
  - Герцогство Штирія — Максиміліан I (1493—1519)
  - Юліх-Берг — герцог Вільгельм (1475—1511); Йоганн III (1511—1539)
- Піренейський півострів
  - Королівство Арагон — Фернандо II (1479—1516)
  - Королівство Португалія — король Мануел I (1495—1521)
  - Королівство Наварра — Катерина I (1483—1517)
- Польща — Сигізмунд I Старий (1506—1548)
  - Бжезьке князівство — Георг I Бжезький (1503—1521)
  - Битомське князівство — Ян II Добрий (1498—1521)
  - Варшавське князівство (середньовічне) — Станіслав Мазовецький (1503—1524)
  - Герцогство Заган — Георг Багатий (1500—1539)
  - Зембицьке князівство — Альбрехт I Мюнстерберзький з братами (1498—1511); Карл I Мюнстерберзький з братами (1511—1536)
  - Козленське князівство — Ян II Добрий (1509—1521)
  - Любінське князівство — Георг I Бжезький (1505—1521)
  - Немодлінське князівство — Ян II Добрий (1497—1521)
  - Олесницьке князівство — Альбрехт I Мюнстерберзький з братами (1498—1511); Карл I Мюнстерберзький з братами (1511—1536)
  - Опавське князівство — Казимир II Цешинський (1506—1528)
  - Сцинавське князівство — Казимир II Цешинський (1493—1528)
  - Легницьке князівство — Фрідріх II Легницький (1505—1547)
  - Опольське князівство — Ян II Добрий (1476—1521)
  - Тешинське герцогство — Казимир II Цешинський (1477—1523)
  - Черське князівство — Станіслав Мазовецький (1503—1524)
- Астраханське ханство — Абдул-Керім (1509—1514)
- Касимовське ханство — Янай (1508—1512)
- Велике князівство Московське — Василій III (1505—1533)
- Велике князівство Рязанське — Іван VII Іванович (1500—1521)
- Углицьке князівство — Дмитро Іванович Жилка (1506—1521)
- Казанське ханство — Мухаммед-Амін (1502—1518)
- Румунія; Молдова
  - Волощина — господар Влад V Тинер (1510—1512)
  - Молдавське князівство — Богдан III Сліпий (1504—1517)
- Скандинавія
  - король Данії — Юган (1481—1513)
  - Король Норвегії Юган (1481—1513)
  - Швеція — Сванте Нільссон (1504—1512)
- Угорське князівство — король Владислав II Ягеллончик (1490—1516)
- Україна —
  - Дубровицьке князівство — Гольшанський Олександр Юрійович (1481—1511); Юрій Іванович Гольшанський (1511—1536)
  - Кримське ханство — Менґлі I Ґерай (1478—1515)
- Королівство Франція — Людовик XII (1498—1515)
  - Герцогство Бар — Антуан Добрий (1508—1544)
  - Бретонське герцогство — Анна I (1488—1514)
  - Бурбон (герцогство) — Сюзанна (1503—1521)
  - Гельдерн (графство) — Карл (1492—1538)
  - Голландія — Максиміліан I (1506—1515)
  - Графство Ла Марш — Сюзанна (1503—1521)
  - Люксембург (герцогство) — Карл V Габсбург (1506—1556)
  - Льєзьке єпископство — Ерар де Ламарк (1506—1538)
  - Монбельяр (графство) — Ульріх (1498—1519)
  - Монако — Люсьєн (1505—1523)
  - Оранж (князівство) — Філібер де Шалон (1502—1530)
  - Савойське герцогство — Карло III (1504—1553)
  - Графство Фуа — Іоанн III (1500? — 1516)
- Король Богемії (Чехія) — Владислав II Ягеллончик (1471—1516)
- Шотландія
  - Король Шотландії — Яків IV (1488—1513)
- Святий Престол; Папська держава — папа римський — Юлій II (1503—1513)
- Вселенський патріарх — Пахомій I Константинопольський (1504—1513)

## Азія
- Близький Схід
  - Мамелюцький султанат — Кансух аль-Гаурі (1501—1516)
  - Дулкадір (бейлик) — Алауддевле Бозкурт (1479—1515)
  - Рамазаногуллари — Махмуд Давуд (150—1516)
  - Османська імперія — Баязид II (1481—1512)
  - Джабридський емірат — Госсіб бін Хілал (1500—1524)
  - Шаріфат Мекки — Баракат II (1497—1525)
  - Тахіриди (Ємен) — аль-Малік аз-Зафір Салах ад-Дін Амір II ібн Абд аль-Ваххаб (1489—1517)
- Персія; Середня Азія
  - Держава Ширваншахів — Шейх-Ібрагім II (1502—1524)
  - Сефевідський Іран — Ісмаїл I (1501—1524)
    - Карабаське беклярбекство — Гара Пірі-бек Каджар (1501—1512)
- Індія і Шрі-Ланка
  - Аділ-шахи — Ісмаїл Аділ-шах (1510—1534)
  - Ахмеднагарський султанат — Бурхан-шах I (1510—1553)
  - Ахом — Сухунгмунг (1497—1539)
  - Бахмані — Махмуд-шах Бахмані (1482—1518)
  - Бенгальський султанат — Ала ад-дін Хусейн-шах (1494—1519)
  - Берарський султанат — Ала ад-дін Імад-шах (1504—1530)
  - Віджаянагарська імперія — Крішнадеварая Тулува (1509—1529)
  - Гаджапатське царство — Пратапарудра Дева (1497—1540)
  - Гархвал (держава) — Ман Шах (1498—1518)
  - Гуджаратський султанат — Махмуд-шах I Бегара (1458—1511); Музаффар-шах II (1511—1526)
  - Делійський султанат — Сікандар Лоді (1489—1517)
  - Джайпур (князівство) — Прітхві Сінґх I (1502—1527)
  - Джайсалмер (князівство) — Джайтсі Сінгх II (1497—1530)
  - Джодхпур (князівство) — Суджа (1491—1515)
  - Канді (королівство) — Сенасаммата Вікрамабаху (1469—1511); Джаявіра Бандара (1511—1552)
  - Кашмірський султанат — Фатіх-шах (1505—1514)
  - Майсур (князівство) — Чамараджа Водеяр II (1478—1513)
  - Малавський султанат — Махмуд Шах II (1510—1531)
  - Династія Малла — Ратна Малла (1482—1520)
  - Мевар (князівство) — Санграм Сінґх (1509—1527)
  - Мустанг (королівство) — Таглам Таспаду (? — ?)
  - Хандеський султанат — Міран Аділ-хан III (1509—1520)
  - Джафна (держава) — Сінгай Парарасасегарам (1478—1519)
  - Котте (королівство) — Паракрамабаху VIII (1484—1518)
  - Династія Самма — Джам Фероз (1508—1527)
- Індонезія; Південно-Східна Азія
  - Султанат Ачех — Алі Мугаят Шах (1496? — 1530)
  - Аюттхая (королівство) — Раматхібоді II (1491—1529)
  - Брунейська імперія — Болкіах (1485—1524)
  - Гантаваді — Бінья Ран II (1492—1526)
  - Демак (султанат) — Раден Патах (1475—1518)
  - Династія Ле — Ле Туонг Док (Lê Tương Dực; 1510—1516)
  - Ланна (держава) — Кео (1495—1525)
  - Лансанг — Вісунарат (1500—1520)
  - Пагаруюнг — Шрі Деваварна (1500—1514)
  - Маджапагіт — Бравіджайя VII (1489—1527)
  - Могн'їн (князівство) — Со Лон (1500—1533)
  - Ава (М'янма) — Нарапаті II (1501—1527)
  - Малаккський султанат — Махмуд-Шах (1488—1511); Ахмад-Шах (1511—1513)
  - Маніла (країна) — Раджа Салаліла (? — до 1521)
  - М'яу-У — Мінраза (1502—1513)
  - П'ї (царство) — Тадо Мінсо (1482—1527)
  - Сунда — Шрі Бадуга Махараджа (1482—1521)
  - Кедах (султанат) — Махмуд Шах II (1506—1547)
  - Пандуранга — По Кабіх (1510—1530)
  - Пасай — Ахмад V (1509—1514)
  - Султанат Сулу — Камаль-Уддін (1480—1519)
  - Таунгу — Мінґінйо (1510—1530)
  - Тернатський султанат — султан Баян Сірулла (1500—1522)
  - Тідорський султанат — Джамалуддін (1450—1512)
- Кхмерська імперія — Дамкат Соконтор (1494—1512)
- Накхонситхаммарат (держава) — Пхрая Рамрачатаянам (1500 — до 1532)
- Китай; Монголія
  - Тибет — десі (регент-володар) — Нгаван Таші Дракпа (1499—1554)
    - У-Цанг — Донйо Дордже (1498—1512)

  - Династія Мін — Чжу Хоучжао (1505—1521)
  - Династія Північна Юань — Даян-хан (1479—1517?)
- Окінава; Королівство Рюкю — Сьо Сін (1476—1526)
- Корея
  - Чосон — Чунджон (1506—1544)
- Середня Азія і Сибір
  - Дербен-Ойрат — Буувей (1495—1530)
  - Казахське ханство — Бурундук-хан (1474—1511); Касим-хан (1511—1521)
  - Мавераннахр — Султан-Махмуд Мірза (1494—1515)
  - Марашіян — Абд аль-Карім II (1503—1526)
  - Міхрабаніди — Султан Махмуд ібн Нізам ад-Дін Ях'я (1495—1537)
  - Східний Могулістан — Мансур-хан (1503/1508-1543)
  - Ногайська орда — Алчагір (1510—1516)
  - Сибірське ханство — Ангіш (1502—1516)
  - Хівинське ханство — Ільбарс-хан I (1511—1518)
  - Держава Шейбанідів — Суюнч-Ходжа-хан (1510—1512)
- Японія — Імператор Ґо-Касівабара (1500—1526)

## Африка
- Адал — Мухаммад ібн Азгар ад-Дін (1487—1518)
- Аллада (держава) — Єссу (1498—1510); Аконде (1510—1520)
- Бамум (держава) — мфон Менгап (1498—1519)
- Борну — Ідріс II (1503/1507-1526)
- Буганда — Каїма (1494—1524)
- Варсангалі (султанат) — гараад Ліван (1503—1525)
- Ваттасиди — Мухаммед аль-Буртукалі (1504—1526)
- Імперія Волоф — Букар Бійє-Сунгуле (1492—1527)
- Імператор Ефіопії — Девіт II (1508—1540)
- Заяніди — Абу Абдаллах V (1505—1516)
- Койя (королівство) — Фаріма I (1505—1550)
- Королівство Конго — Афонсу I (1509—1542)
- Імперія Малі — Махмуд III (1496—1559)
- Мономотапа — мвене-мутапа Чікуйо Чисамаренгу (1494—1530)
- Нрі — Езе Нрі Аньямата (1464—1511)
- Мамелюцький султанат — Кансух аль-Гаурі (1501—1516)
- Салум — Мбеган Ндур (1493—1513)
- Сеннар (султанат) — Амара Дунк (1504—1535)
- Імперія Сонгаї — Аскія Мохаммад I (1493—1528)
  - Імперія Фута Торо — Тенгелла (1490—1512)
- Хафсіди — Мухаммад V аль-Мутавакіль (1494—1526)

## Південна Америка
- Інки — Вайна Капак (1493—1527)

## Північна Америка
- Маяпанська ліга — Кокоми; Печ Коком II (1501—1531)
- Імперія Пурепеча — Зуангуа (1479? — 1520)
- Ацтекський потрійний союз — Монтесума II (1502—1520)
- Тескоко (держава) — Незауалпілі (1472—1515)
- Тлакопан — Тотокіуатль II (1490—1520)
- Тутуль Шіу — На-П'оль Шіу (? — ?)